# The Villages
Pour les articles homonymes, voir The Village.
The Villages est une census-designated place américaine située dans les comtés de Lake, de Marion et de Sumter en Floride. Lors du recensement de 2020, sa population est de 79 077 habitants.

## Géographie
The Villages se trouve dans le centre de la Floride, à environ une heure au nord-ouest d'Orlando.
Selon le Bureau du recensement des États-Unis, The Villages s'étend en 2020 sur une superficie de 32,65 milles carrés (84,56 km2). Elle se trouve principalement dans le comté de Sumter, mais s'étend également sur les comtés voisins de Lake et Marion.
The Villages s'organise en nombreux quartiers (« villages »), qui prennent la forme de banlieues américaines (suburbs). Elle comprend trois principaux centres-villes artificiels, arborant des bâtiments faussement historiques : Spanish Springs au nord, Lake Sumter Landing au centre et Brownwood Paddock Square au sud. La ville continue son développement vers le sud, en direction de Sawgrass Grove.

## Histoire
En 1972, Harold Schwartz achète plusieurs hectares de pâturages et de champs de pastèques. Il transforme le site en une communauté de mobile homes appelée Orange Blossom Gardens.
Dans les années 1980, le fils de Schwartz H. Gary Morse reprend l'activité : il choisit de construire des maisons à la place des mobile homes et d'offrir des activités gratuites aux résidents, comme un accès aux parcours de golf. The Villages devient une communauté fermée pour retraités de plus de 55 ans. Les enfants n'y sont pas acceptés plus de trois semaines. Pour ces raisons, la communauté est considérée comme la première du genre, où est opérée une ségrégation fondée sur l'âge. En raison de ces restrictions démographiques, la plupart des personnes travaillant à The Villages au service des personnes âgées sont contraintes de vivre en dehors de la ville.

## Démographie
The Villages est pendant plusieurs années l'une des régions métropolitaines les plus croissantes du pays, grâce à l'afflux de retraités. Sa population passe ainsi de 8 300 résidents en 2000 à plus de 66 000 en 2017. Sa région métropolitaine — qui correspond au comté de Sumter — compte quant à elle environ 125 000 habitants.
La population de The Villages est particulièrement blanche et âgée. Selon le Recensement des États-Unis de 2020, les blancs représentent près de 98 % de la population de The Villages contre environ 76 % à l'échelle de la Floride et des États-Unis. Environ 86 % de ses habitants ont plus de 65 ans contre 22 % en Floride et 17 % dans le pays. 
Le revenu par habitant était en moyenne de 48 988 dollars par an entre 2017 et 2011, supérieur à la moyenne du Floride (35 216 dollars) et à la moyenne nationale (37 638 dollars). Sur cette même période, 4,2 % des habitants de The Villages vivaient sous le seuil de pauvreté (contre 12,7 % dans l'État et 11,5 % à l'échelle des États-Unis).

## Politique et administration
En raison de ses caractéristiques démographiques, The Villages est un bastion conservateur du Parti républicain,. Comptant environ deux fois plus de républicains que de démocrates, la ville est considérée comme décisive dans un « État balance » comme la Floride,.
The Villages n'est pas constituée en municipalité mais n'est qu'une simple zone définie par le Bureau du recensement des États-Unis à des fins statistiques (census-designated place). Le premier niveau d'administration locale y est donc le comté. La plupart des habitants se trouvent dans le comté de Sumter, où se jouent les élections locales. La plupart des revenus économiques reviennent cependant au comté de Lake, où se trouvent Spanish Springs et ses centres commerciaux.
Dans les faits, The Villages est gérée par de nombreuses LLC immobilières et districts de développement communautaires (community development districts), appartenant souvent à la famille Morse (descendants du fondateur Harold Schwartz). La famille contrôle également le journal local The Villages Daily Sun, et la radio locale, qu'elle utilise parfois à des fins politiques.

## Activités

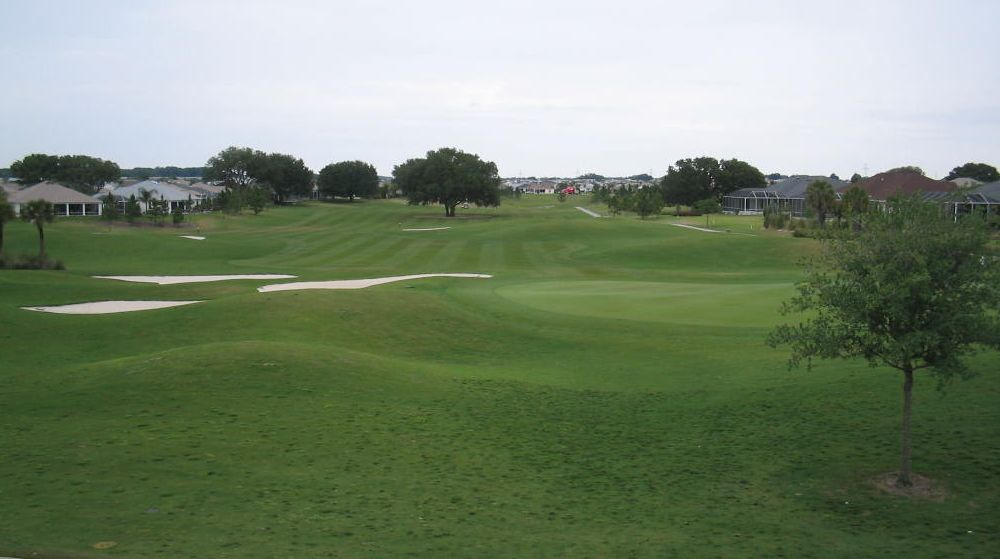
L'un des nombreux terrains de golf de The Villages.

En 2017, The Villages — dont le slogan est « du golf gratuit à vie » — compte 36 terrains de golf ; la voiturette de golf est le principal moyen de déplacement,. On y dénombre également plus de 2 500 clubs pour retraités.

## Filmographie
- Some Kind of Heaven (en) : documentaire de 2020 par Lance Oppenheim[12]
- The Bubble : documentaire de 2021 par Valerie Blankenbyl[13]